# Acampsohelconinae
Acampsohelconinae es una pequeña subfamilia de avispillas parasitoides bracónidas. Hay 3 géneros vivientes y uno fósil:

## Géneros
- Afrocampsis
- Canalicephalus
- Urosigalphus
- †Acampsohelcon